# International Journal of Research and Review
Das International Journal of Research and Review (abgekürzt IJRR) ist eine monatlich im Peer-Review-Verfahren bei Galore Knowledge Publication erscheinende wissenschaftliche Fachzeitschrift. Die Open-Access-Zeitschrift erschien erstmals 2014 und behandelt Themen aus verschiedenen Wissenschaftsdisziplinen. Der Impact Factor lag 2021 bei 7,64. Chefredakteur ist Shankar G.